# Embenat

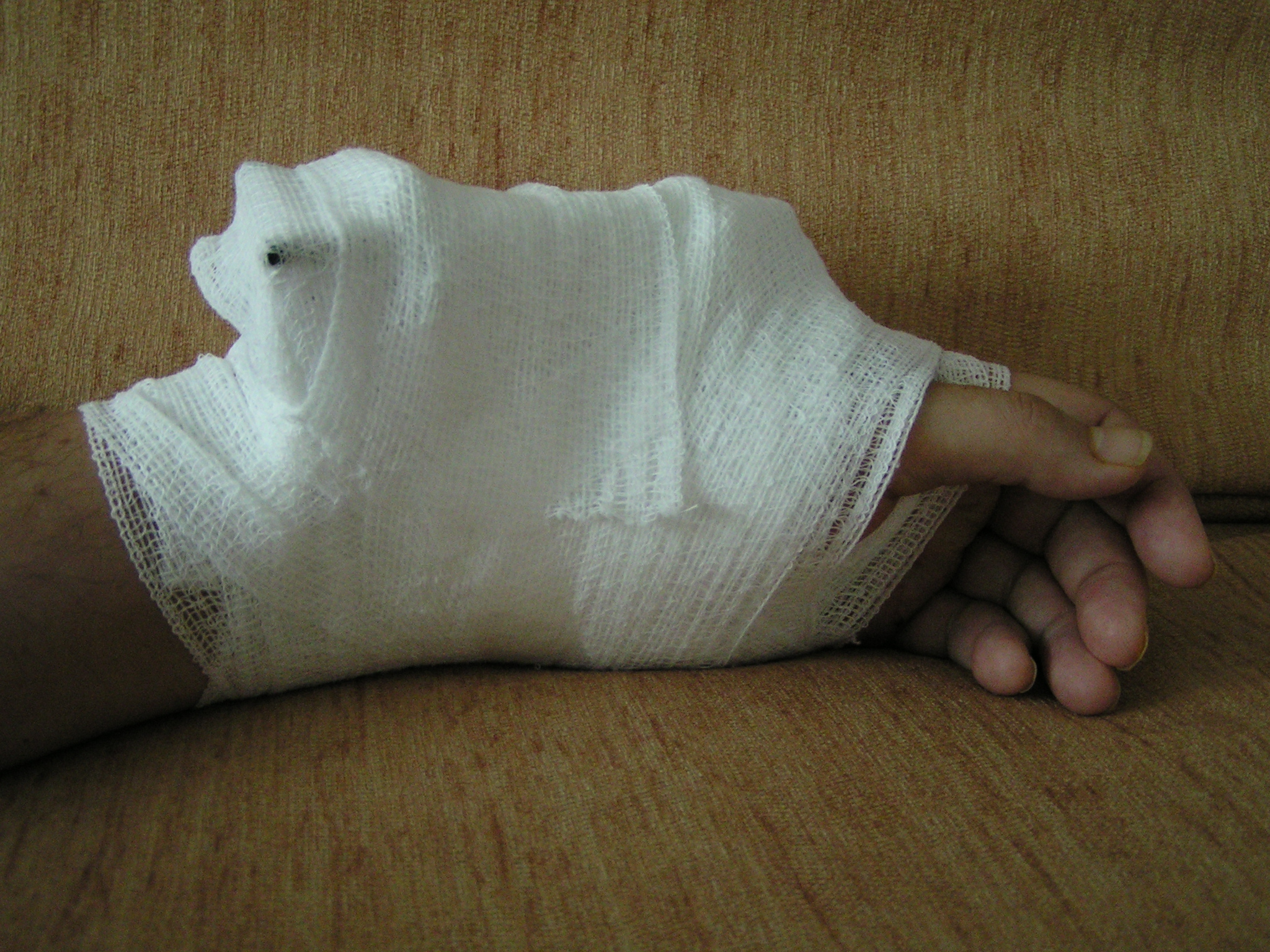
Embenat de canell

L'embenat es realitza mitjançant una cinta o rotllo de tela o altre material que es pot enrotllar al voltant d'una part del cos de diferents maneres per a assegurar una bena, mantenir la pressió sobre una compresa o immobilitzar un membre o una altra part del cos. Per la forma de fer-lo l'embenat pot ser:
- circular La seva utilització principal és de subjecció d'apòsits, cobrir una zona cilíndrica o ser inici i subjecció d'altres tipus d'embenat.
- compressiu
- en 8 S'utilitza en les articulacions (turmell, genoll, espatlla, canell), ja que permet a aquestes tenir certa mobilitat.
- de Baynton
- de Velpeau
- en espiga
- en espiral
- de guix - Teràpia conservador d'esquinç sobre fractures òssies, o per a la correcció d'una determinada deformitat, mitjançant un dispositiu ortopèdic de guix o escaiola per a immobilitzar l'àrea danyada.
- funcional - embenat funcional

## Usos clínics
- Contenció
- Correcció
- Compressió